# 蒋清高
蒋清高（1319年—1376年），元末明初人物。
生于元延佑六年（1319年），明朝初年任教谕。卒于洪武九年（1376年）。《闲中今古录》记载“以表笺误注被斩于京师”，是为误传。